# Choro
O choro  ou chorinho  é um gênero da música popular brasileira surgido no Rio de Janeiro na segunda metade do século XIX.
Segundo José Ramos Tinhorão, o choro aparece não como gênero musical, mas como "forma de tocar", por volta de 1870. Sua origem, portanto, está no estilo de interpretação que os músicos populares do Rio de Janeiro imprimiam à execução das danças de salão europeias, principalmente as polcas, a dança mais popular no Brasil desde 1844.
O choro tem como matrizes os gêneros luso-africano-brasileiros como a modinha e o lundu, e as danças de salão européias que chegaram no Brasil principalmente na década de 1840: a polca, a quadrilha, a schottich (xote), a mazurca e a valsa, esta última presente no Brasil desde os princípios do século XIX.
Em um primeiro momento, portanto, o choro consistiu em um estilo de interpretação da música importada, consumida nos salões e bailes da alta sociedade do Império. Sob o impulso criador dos "chorões", a comunidade de músicos populares , as danças europeias foram  "abrasileirando-se", adquirindo feições genuinamente nacionais.
A formação instrumental dos primeiros grupos de choro tinha como base os instrumentos de sopro, principalmente a flauta e o oficleide, além do violão e do cavaquinho. No decorrer do século XX, o bandolim adquire um lugar de destaque como solista, e o pandeiro se consolida como o principal instrumento de percussão. A partir da década de 1950, o violão de sete cordas também passa a ter destaque pelas mãos de Dino 7 Cordas, consolidando a formação moderna do regional de choro.
O compositor e maestro Henrique Alves de Mesquita, o flautista Joaquim Callado, os pianistas Ernesto Nazareth e Chiquinha Gonzaga, o oficleidista Irineu de Almeida e o maestro Anacleto de Medeiros são os principais representantes dessas primeiras gerações que, nascidos no século XIX, estabeleceram os pilares do choro e da música popular carioca, que com a difusão pelas bandas de música e pelo rádio foi ganhando todo o território nacional.
Aluno de Irineu de Almeida, herdeiro imediato dessas primeiras gerações, Alfredo da Rocha Vianna Filho, o Pixinguinha, foi o responsável pela consolidação do gênero. Virtuose da flauta, arranjador de primeira hora, e mestre do contraponto improvisado ao saxofone, Pixinguinha firmou-se como o maior compositor da história do choro.
Considerado um dos primeiros gêneros musicais do Brasil, o choro vem adquirindo adeptos em outros países, como na Holanda com a EPM Holanda, e na Alemanha, com o Choro Intergalático em Berlim e o Clube do Choro de Munique. Também está permanentemente se renovando através de instrumentistas e compositores contemporâneos como Hamilton de Holanda, Yamandu Costa, Luis Barcelos, Maurício Carrilho, Nailor Proveta, além dos grupos como Água de Moringa e o Trio Madeira Brasil.

## História

### Nome
A origem da designação "choro" para este gênero musical é controversa. Dentre as hipóteses, a primeira propõe que o termo teria surgido de uma fusão entre "choro", do verbo chorar, e "chorus", que em latim significa "coro". Para Lúcio Rangel e José Ramos Tinhorão, a expressão choro derivaria da maneira chorosa, melancólica, com que os violonistas do século XIX acompanhavam as danças de salão europeias. Por extensão, próprio conjunto de choro passou a ser denominado pelo termo, por exemplo, "Choro do Calado". Já Ary Vasconcelos vê a palavra choro como uma corruptela de choromeleiros, corporações de músicos que tiveram atuação importante no período colonial brasileiro. Os choromeleiros executavam, além da charamela, outros instrumentos de sopro. O termo passou a designar, popularmente qualquer conjunto instrumental. Câmara Cascudo arrisca que o termo pode também derivar de "xolo", um tipo de baile que reunia os escravos das fazendas, expressão que, por confusão com a parônima portuguesa, passou a ser conhecida como "xoro" e finalmente, na cidade, a expressão começou a ser grafada com "ch".
No princípio, a palavra designava o conjunto musical e as festas onde esses conjuntos se apresentavam, mas já na década de 1910 se usava o termo para denominar um gênero musical consolidado. A partir das primeiras décadas do século XX o termo "choro" passou a ser utilizado tanto para essa acepção como para nomear um repertório de músicas que inclui vários ritmos. A despeito de algumas opiniões negativas sobre a palavra "chorinho", essa também se popularizou como referência ao gênero, designando um tipo de choro em duas partes, ligeiro, brejeiro, muito comunicativo.

### Origens
Tido como a primeira música popular urbana típica do Brasil, a história está ligada com a chegada, em 1808, da Família Real portuguesa ao Brasil. Promulgada capital do Reino Unido de Portugal, Brasil e Algarves em 1815, o Rio de Janeiro passou, então, por uma reforma urbana e cultural, quando foram criados cargos públicos. Com a corte portuguesa vieram instrumentos de origem européia como o piano, clarinete, violão, flauta, bandolim e cavaquinho, bem como seus instrumentistas. Com esses viajantes, chegou ao Brasil a música de dança de salão européia, como a valsa, a quadrilha, a mazurca, a schottish e principalmente a polca, que viraram moda nos bailes daquela época.
A reforma urbana, os instrumentos e as músicas estrangeiras, juntamente com a abolição do tráfico de escravos no Brasil em 1850, foram condições históricas para o surgimento do choro, já que possibilitou a emergência de novos ofícios para as camadas populares. Nesse contexto, tendo como origens estilísticas o lundu, ritmo de inspiração africana à base de percussão, com gêneros europeus, nasceu o choro no Rio de Janeiro, por volta de 1870. Esses grupos de instrumentistas populares, a quem se daria mais tarde o nome de chorões, eram oriundos de segmentos da classe média baixa da sociedade carioca, sendo em sua grande maioria modestos funcionários de repartições públicas - como da Alfândega, dos Correios e Telégrafos e da Estrada de Ferro Central do Brasil - cujo trabalho lhes permitiam uma boemia regular, e geralmente moradores da Cidade Nova. Sem muito compromisso e sem precisar tocar por dinheiro, essas pessoas passaram a formar conjuntos para tocar de "ouvido" essas músicas, que juntamente com alguns ritmos africanos já enraizados na cultura brasileira, como o batuque e o lundu, passaram a ser tocadas de maneira abrasileirada pelos músicos que foram então batizados de chorões. Inicialmente, eles se reuniam aos domingos nos chamados pagodes no fundo dos quintais dos subúrbios cariocas ou nas residências da Cidade Nova. Com isso, se tornaram os principais canais de divulgação do estilo para o povo. Um dos preceitos desses pagodes ou tocatas domingueiras era uma mesa farta em alimentos e bebidas.
As formações pioneiras adotavam como terno de instrumentos a flauta, o violão e o cavaquinho. A flauta como "solista", o violão na "baixaria" e o cavaquinho como "centro". Aos poucos, os chorões passaram a se apresentar constantemente em saraus da elite imperial, executando os gêneros europeus mais populares imprimindo a cultura afro-carioca, sempre com improvisações e desafios entre os instrumentistas solistas e de acompanhamento, que foram consolidando o estilo.
As mais antigas referências a esses grupos de músicos mencionam o flautista Joaquim Callado como o iniciador e organizador desses primeiros conjuntos. Como era professor da cadeira de flauta do Conservatório Imperial, Callado teve grande conhecimento musical e reuniu em torno de si os melhores músicos da época, que tocavam por simples prazer e descompromisso de fazer música. O conjunto instrumental "O Choro de Calado" costumava se reunir sem ideia prévia quanto a composição instrumental ou quanto ao número de figurantes de cada grupo.
Em 1877, Chiquinha Gonzaga compôs Atraente, e em 1897, Gaúcho ou Corta-Jaca, grandes contribuições ao repertório do gênero, entre outras composições, como Lua Branca. O choro era considerado apenas uma maneira mais sincopada (pela influência do lundu e do batuque) de se interpretar aquelas músicas, portanto recebeu fortes influências, porém aos poucos a música gerada sob o improviso dos chorões foi perdendo as características dos seus países de origem e os conjuntos de choro proliferaram na cidade, estendendo-se ao Brasil.

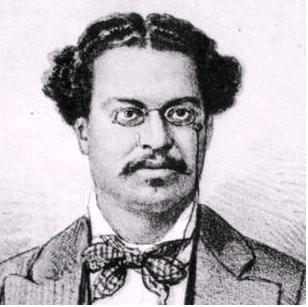
Joaquim Callado (1848-1880), um dos criadores do gênero.
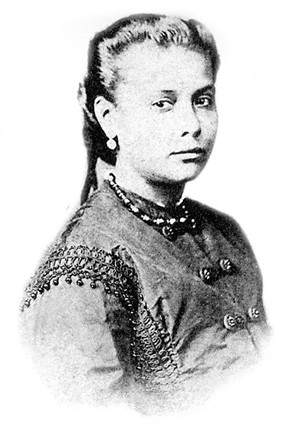
Chiquinha Gonzaga (1847-1935).
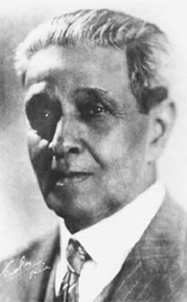
Ernesto Nazareth (1863-1934).
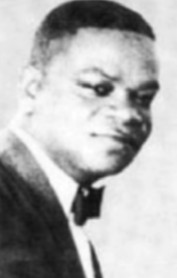
Pixinguinha (1897-1973): considerado um dos maiores compositores de choro.
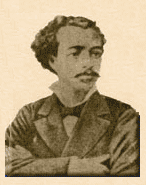
Viriato Figueira (1851-1883), da turma do Callado.
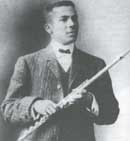
Patápio Silva (1880-1907) participou das primeiras gravações fonográficas do gênero.
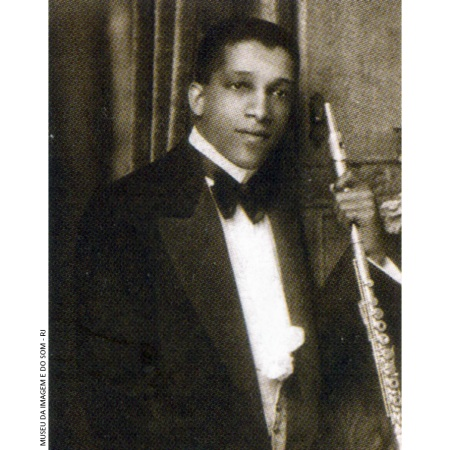
O flautista Agenor Bens (circa 1870-1950) participou de diversas das primeiras gravações fonográficas do choro, na primeira década do século XX.
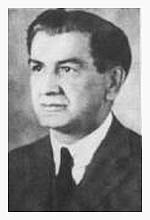
Zequinha de Abreu.

### Século XX
A partir dos primeiros anos da República, há menção de outros conjuntos de chorões incorporando outros instrumentos de cordas, bem como a utilização de instrumentos de banda com a função de solistas ou concertante dentro dos grupos. Eram os casos do bandolim, da bandola, da bandurra, do bombardino, do bombardão, da clarineta, do flautim, do oficlide, do piston, do saxofone e do trombone. Era a participação ocasional ou improvisada desses instrumentos que determinava a função de cada um no conjunto musical, que era determinada de acordo com a capacidade do executante, tanto se incumbindo do solo como do contracanto ou mesmo as duas coisas alternadamente. Constituídos de polcas, xotes, tangos e valsas, o repertório era assinado por autores brasileiros, em sua maioria, os próprios conjuntos. Essas primeiras composições de choro com características próprias foram compostas por Joaquim Calado, Chiquinha Gonzaga, Anacleto de Medeiros e Ernesto Nazareth, dentre outros.
Durante as primeiras décadas do século XX, as habaneras, as polcas, os tangos, os xotes eram já designadas simplesmente como choros, termo que passou não apenas a denominar um gênero musical genuinamente popular e brasileiro, como também rotular a produção dos músicos chorões. Os conjuntos de choro foram muito requisitados nas gravações fonográficas que, no Brasil, tiveram início em 1902. O compositor Anacleto de Medeiros, regente da banca do Corpo de Bombeiros do Rio de Janeiro, foi um dos primeiros ao participar das primeiras gravações do gênero. Misturou a xote e a polca com as sonoridades brasileiras. Como grande orquestrador, adaptou a linguagem das rodas de choro para as bandas.
O virtuoso da flauta Patápio Silva, considerado o sucessor de Joaquim Calado, ficou famoso por ser o primeiro flautista a fazer um registro fonográfico. Autor de Sons de Carrilhões, o violonista João Pernambuco trouxe do sertão sua forma típica de canção e enriqueceu o gênero com elementos regionais, colaborando para que o violão deixasse de ser um mero acompanhante na música popular. Músico de trajetória erudita e ligado à escola européia de interpretação, Ernesto Nazareth compôs Brejeiro (1893), Odeon (1910) e Apanhei-te Cavaquinho (1914), que romperam a fronteira entre a música popular e a música erudita, sendo vitais para a formação da linguagem do gênero.
Um dos maiores compositores da música popular brasileira, Pixinguinha contribuiu diretamente para que o choro encontrasse uma forma musical definitiva. Também tenor, arranjador, saxofonista e flautista, ele formou em 1919 o conjunto Oito Batutas, formado por Pixinguinha na flauta, João Pernambuco e Donga no violão, dentre outros músicos. Fez sucesso entre a elite carioca, tocando maxixes e outros choros. Quando compôs Carinhoso, entre 1916 e 1917 e Lamentos em 1928, que são considerados dois dos choros mais famosos, Pixinguinha foi criticado e essas composições foram consideradas como tendo uma inaceitável influência do jazz. Outras composições de Pixinguinha, entre centenas, são Rosa, Vou vivendo, Lamentos, 1 a 0, Naquele tempo e Sofres porque Queres.
Na década de 1920, o maestro Heitor Villa-Lobos compôs uma série de 16 composições dedicadas ao Choro, mostrando a riqueza musical do gênero e fazendo-o presente na música erudita. A série é composta de 14 choros para diversas formações, um Choro Bis e uma introdução aos Choros. Se a série tem o título "Choros", individualmente o nome de cada composição vem sempre no singular. O Choro nº 1 foi composto para violão solo.
Existem também choros para conjuntos de câmara e orquestra. A peça Choro nº 13, de Heitor Villa-Lobos, foi composta para duas orquestras e banda. Já o Choro nº 14 é para orquestra, coro e banda. Uma das composição mais conhecida e executada dentre os choros orquestrais de Villa-Lobos é o Choro nº 10, para coro e orquestra, que inclui o tema Iara de Anacleto de Medeiros, tema este que posteriormente ganhou uma letra de Catulo da Paixão Cearense e foi rebatizada de Rasga o coração. Devido à grande complexidade e à abrangência dos temas regionais utilizados pelo compositor, a série é considerada por muitos como uma das suas obras mais significativas.
Também a partir da década de 1920, impulsionado pelas gravadoras de discos e pelo advento do rádio, o choro fez sucesso nacional com o surgimento de músicos como Luperce Miranda e do pianista Zequinha de Abreu, autor de Tico-Tico no Fubá, além de grupos instrumentais, como o Regional de Benedito Lacerda, que tiveram como integrantes Pixinguinha e Altamiro Carrilho, e Regional do Canhoto, que tiveram como integrantes Altamiro e Carlos Poyares.
Ocorreu uma revitalização do gênero na década de 1970. Em 1973, uniram-se o Conjunto Época de Ouro e Paulinho da Viola no show Sarau. Foram criados os Clubes do Choro em Brasília, Recife, Porto Alegre, Belo Horizonte, Goiânia e São Paulo, dentre outras cidades. Surgiram grupos jovens dedicados ao gênero, como Galo Preto e Os Carioquinhas. O novo público e o novo interesse pelo gênero propiciou também a redescoberta de veteranos chorões, como Altamiro Carrilho, Copinha e Abel Ferreira, além de revelar novos talentos, como os bandolinistas Joel Nascimento e Déo Rian e o violonista Rafael Rabello.
Festivais do gênero ocorreram no ano de 1977. A TV Bandeirantes de São Paulo promoveu duas edições do Festival Nacional do Choro e a Secretaria de Cultura do Rio de Janeiro promoveu o Concurso de Conjuntos de Choro.

Em 1979 com o LP "Clássicos em Choro", o flautista Altamiro Carrilho fez sucesso tocando músicas eruditas em ritmo de choro. Também naquele ano, por ocasião do evento intitulado "Tributo a Jacob do Bandolim", em homenagem aos dez anos do falecimento do bandolinista, é criado o grupo Camerata Carioca, formado por Radamés Gnatalli, Joel Nascimento e Raphael Rabello, dentre outros músicos.
A década de 1980 foi marcada por inúmeras oficinas e seminários de choro. Importantes instrumentistas se reuniram para discutir e ensinar o gênero às novas gerações. Em 1986, realizou-se o primeiro Seminário Brasileiro de Música Instrumental, em Ouro Preto, uma proposta ampla que ocasionou uma redescoberta do choro.
Na década de 1990, surgem várias iniciativas que vão contribuir para a consolidação do choro, inclusive no meio acadêmico. Entre elas a criação do Conservatório de Música Popular Brasileira, sob a coordenação do maestro Roberto Gnattali, em Curitiba (1993). No Conservatório eram oferecidas aulas dos instrumentos utilizados no choro, como cavaquinho, bandolim e violão de sete cordas. Esta prática foi incorporada a eventos como o Festival de Inverno de Londrina, o Curso de Verão de Brasília, tanto com aulas de instrumentos, como a prática da roda de choro.

### Século XXI
O choro entra no terceiro século de sua existência, com uma bagagem de mais de 130 anos, consolidado como um dos principais gêneros musicais do Brasil. São milhares de discos gravados e centenas de chorões que marcaram presença. O choro, além de ser um gênero musical rico e complexo, é também um fenômeno artístico, histórico e social.
Em 4 de setembro de 2000, foi sancionada lei que criava o dia nacional do choro, a ser comemorado no dia 23 de abril, em homenagem ao nascimento de Pixinguinha. No Estado de São Paulo, existe o Dia Estadual do choro, comemorado no dia 28 de junho, dia em que nasceu Garoto, um dos principais expoentes paulistas do choro.
Além da Escola de Choro Raphael Rabello, criada em 1997 em Brasília, no ano 2000 é fundada a Escola Portátil de Música no Rio de Janeiro. Formada por cerca de 50 professores especialistas no gênero, dentre eles Luciana Rabello, Maurício Carrilho, Cristovão Bastos, Celsinho Silva, Oscar Bolão, Álvaro Carrilho e Jorginho do Pandeiro, a escola se tornou uma referência mundial no ensino do choro, com aulas presenciais e também no formato online.
Como parte integrante da Escola Portátil de Música, em 2015 é fundada também no Rio de Janeiro a Casa do Choro, que além de salas de aula, também oferece shows semanais em seu Auditório Radamés Gnattali, além de possuir um centro de pesquisa e um acervo com gravações e cerca de 18 mil partituras digitalizadas do gênero.
Em 29 de fevereiro de 2024, o Instituto do Patrimônio Histórico e Artístico Nacional (Iphan) declarou o choro como o 53° Patrimônio Cultural Imaterial do país. O Dossiê Técnico do Choro contém um histórico da prática musical, comenta sobre a roda de choro e faz um inventário nacional dos acervos, clubes e associações dedicados a ele.

## Elementos característicos

### Rítmica
O choro não se caracteriza por um ritmo específico, mas pela maneira de se tocar solta e sincopada, repleta de ornamentos e improvisações. Assim, é muito vasta a gama de ritmos nos quais se baseiam os compositores de choro. Dentre os principais ritmos utilizados, pode-se citar o maxixe, o samba, a polca e a valsa, dando origem, assim, ao ‘’samba-choro’’, à ‘’polca-choro’’ e à ‘’valsa-choro’’ (com relação ao maxixe, não é utilizada a expressão “maxixe-choro”, mas apenas ‘’maxixe’’). Além disso, há choros de andamento rápido e choros mais lentos (apelidados "varandões").

### Forma
O choro tradicional é caracterizado por três partes. É comum que cada parte esteja em uma tonalidade, geralmente com modulações para tons vizinhos como o relativo ou o quarto grau.
A partir de meados do século XX tornou-se muito popular o choro com apenas duas partes. Grande parte dos choros de Jacob do Bandolim (Jacob Pick Bittencourt) apresentam apenas duas partes, como, por exemplo, Doce de Coco e Noites Cariocas. Um grande defensor do choro em duas partes foi o compositor K-Ximbinho, sendo Ternura um exemplo de choro de sua autoria com duas partes. 
Além disso, observa-se uma quadratura regular em cada uma das partes. Em geral, cada parte tem 16 ou, mais recentemente, 32 compassos (sobretudo nos choros com apenas duas partes), subdivididas em frases de compassos, por sua vez compostas de dois incisos de 4 compassos.

### Letra
Uma das principais discussões sobre o Choro é se ele pode ou não ter letra. Essa polêmica sempre foi discutida entre os chorões, que têm opiniões diversas. Originalmente, o gênero é puramente instrumental, mas, principalmente a partir dos anos 1930 com a influência do rádio, começou-se a colocar letras em choros. Um exemplo famoso é o do choro "Carinhoso", de Pixinguinha, que recebeu letra de João de Barro e foi gravado com sucesso por Orlando Silva. As interpretações de Ademilde Fonseca a consagraram como grande intérprete do choro cantado, sendo considerada "A Rainha do choro". Outra controvérsia levantada é a respeito da inserção de letras em choros de compositores já falecidos, como fez, dentre outros, Hermínio Bello de Carvalho. Isso, para muitos chorões, constitui um desrespeito à obra dos compositores, além de resultar em parcerias fictícias, gerando brigas em torno de direitos autorais.

## Instrumentos e conjuntos típicos
Os chorões muitas vezes se reúnem em grupos, geralmente rodas de choro ou conjuntos regionais. O nome regional provavelmente surgiu na década de 1920, a partir de grupos que se dedicavam à música regional. O conjunto regional é geralmente formado por um ou mais instrumentos melódicos, como flauta, bandolim e cavaquinho, que executam a melodia; o cavaquinho tem um importante papel rítmico e também assume parte da harmonia; um ou mais violões e o violão de 7 cordas formam a base harmônica do conjunto e o pandeiro atua na marcação do ritmo base.
- Piano - No início, era muito comum no choro, sendo instrumento de pioneiros como Ernesto Nazareth e Chiquinha Gonzaga. Os pianistas que tocavam choro eram, por vezes, chamados "pianeiros".[35]
- Clarinete - instrumento de sopro de madeira, originário do Chalumeau francês.  No Brasil é muito utilizado como instrumento solista nas rodas e gravações de choro. Luiz Americano, Abel Ferreira, K-Ximbinho, Lourival Ignácio de Carvalho (Louro) e Paulo Moura são alguns dos grandes clarinetistas brasileiros.[21]
- Flauta - era o instrumento de Joaquim Callado, um dos primeiros chorões. Sempre foi muito utilizada no choro, tanto a flauta em dó quanto o piccolo. Ao longo da história do choro, sempre houve, no gênero, flautistas notáveis, como Benedito Lacerda, Patápio Silva e Altamiro Carrilho.
- Violão de 7 cordas - Principal responsável por realizar frases de contracanto em um grupo de choro, foi introduzido nos regionais provavelmente pelo violonista Tute, quando procurava notas mais graves para a chamada baixaria. A princípio a corda utilizada era uma corda C de violoncelo, afinada também em C. Depois, surgiram as cordas específicas para esse fim no violão. As cordas específicas possibilitaram que muitos chorões optassem por afinar a sétima corda em B (o que era impossível com a corda de violoncelo, que ficava muito frouxa se afinada em B), seguindo mais à risca a lógica da afinação do violão e ganhando um semitom a mais para o grave. A partir da década de 1950, teve como seu maior expoente Dino 7 Cordas, que consolidou a linguagem de acompanhamento desse instrumento e influenciou grandes nomes das gerações seguintes de violonistas, como Raphael Rabello e Yamandú Costa.[36]
- Pandeiro - foi introduzido no choro por João da Baiana, no início do século XX. Até então, o instrumento era relegado ao batuque, sendo rejeitado pelos que tocavam o choro, considerado uma música mais elaborada que o samba e o batuque.[37]
- Saxofone - deve sua importância no choro a Pixinguinha. Flautista de origem, Pixinguinha adotou o saxofone após tomar contato com as bandas de dixieland da época. A importância do instrumento levou compositores a mencioná-lo nos títulos de suas músicas, como "Por que chora, Saxofone" e "Sax soprano magoado". Outro grande chorão saxofonista foi o potiguar K-Ximbinho.[38]
- Bandolim - tem timbre, região e digitação muito adequados ao solo, além de ser um instrumento com boa ressonância e projeção sonora. Jacob Bittencourt tornou o bandolim, que já era utilizado no choro desde o início do século XX, um dos símbolos do choro. A ele se seguiram, entre outros, Joel Nascimento e Hamilton de Holanda.[39]
- Cavaquinho - originalmente, por suas características técnicas – como a pouca ressonância –, era considerado apenas um instrumento de “centro”, ou seja, um instrumento harmônico-rítmico utilizado apenas na base do conjunto. Entretanto, com a melhoria de recursos acústicos e eletrônicos (como o pedal de reverb), passou também a solista. O cavaquinho ganhou notoriedade como instrumento melódico a partir de Waldir Azevedo.[40]
- Trombone - é um instrumento presente no choro desde, pelo menos, o início do século XX. O trombonista Candinho foi um dos pioneiros do instrumento no gênero. Um dos trombonistas de choro mais conhecidos é Raul de Barros, autor do clássico Na Glória. Outro conhecido trombonista de choro é Zé da Velha.[41]
- Trompete - Ao contrário do que muitos pensam, está presente desde o princípios do Choro através do nome de Henrique Alves de Mesquita. Tem como principal expoente o, também compositor, Bonfiglio de Oliveira. A partir de 1995 voltou a ter grande destaque com as gravações do trompetista Silvério Pontes.[16]

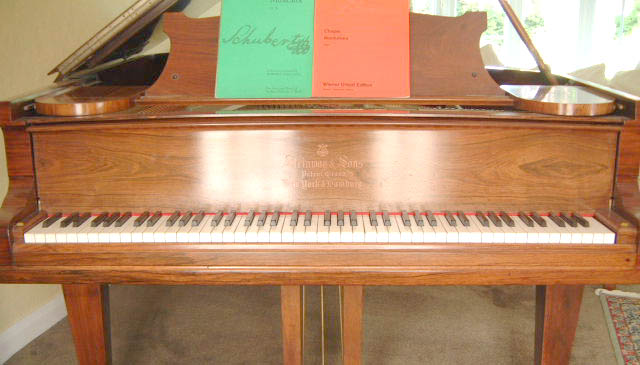
Piano.
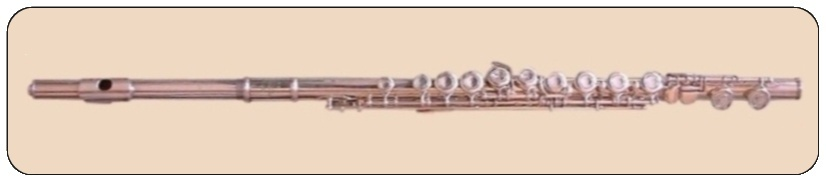
Flauta.
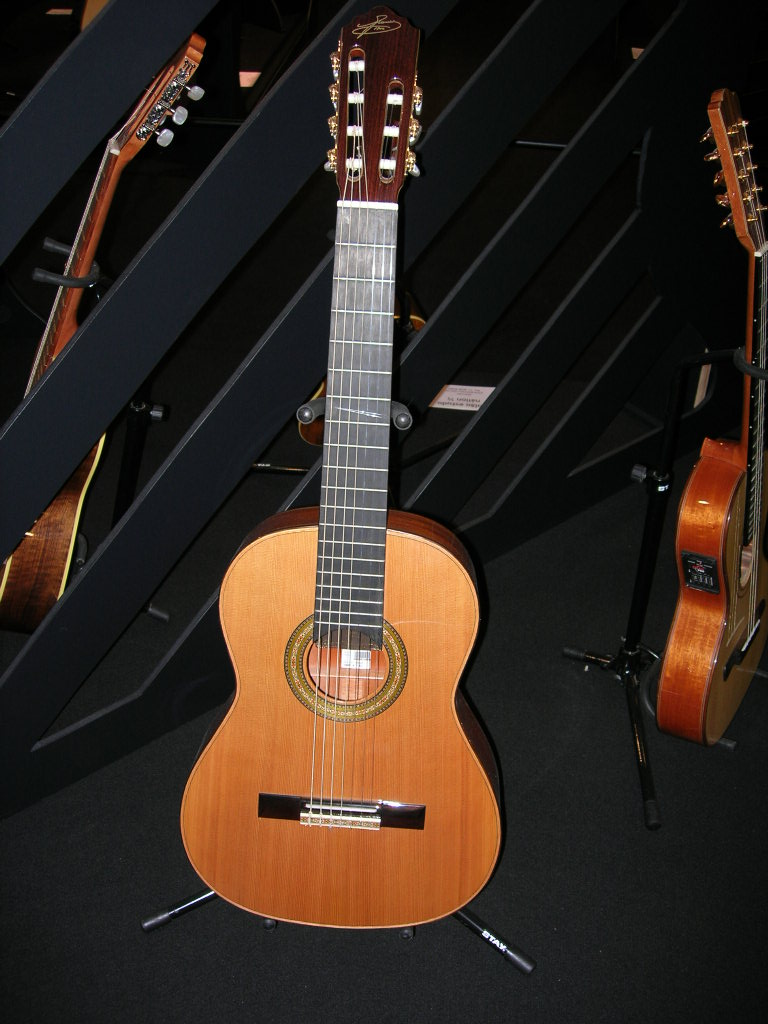
Violão de sete cordas em exposição.
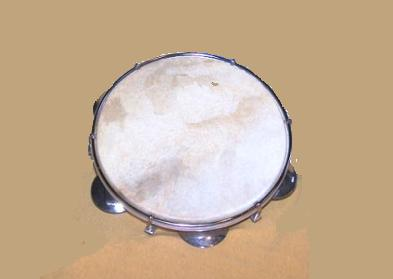
Pandeiro.
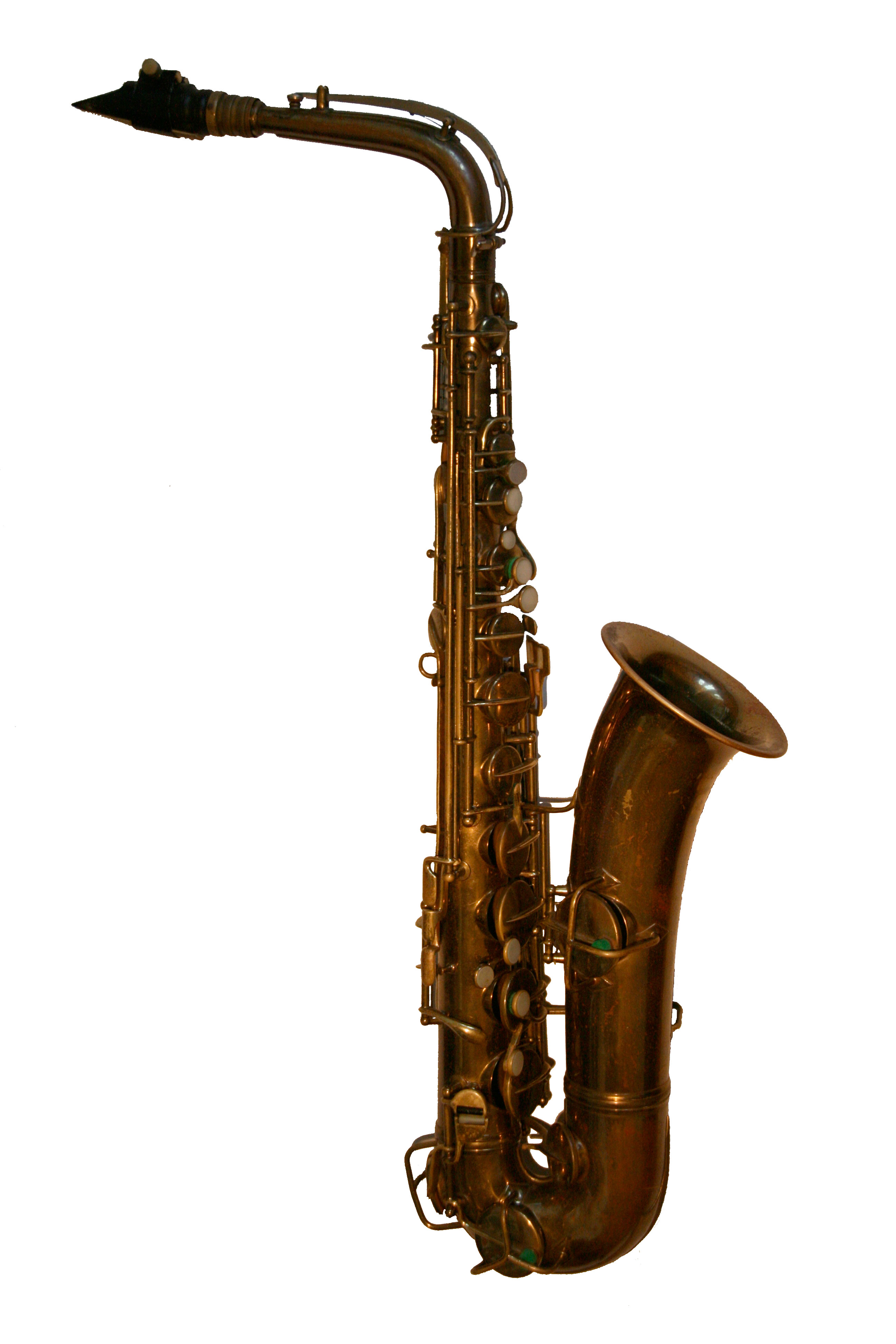
Um saxofone tenor em C, semelhante ao que era tocado por Pixinguinha.
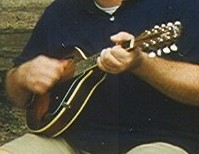
Bandolim.
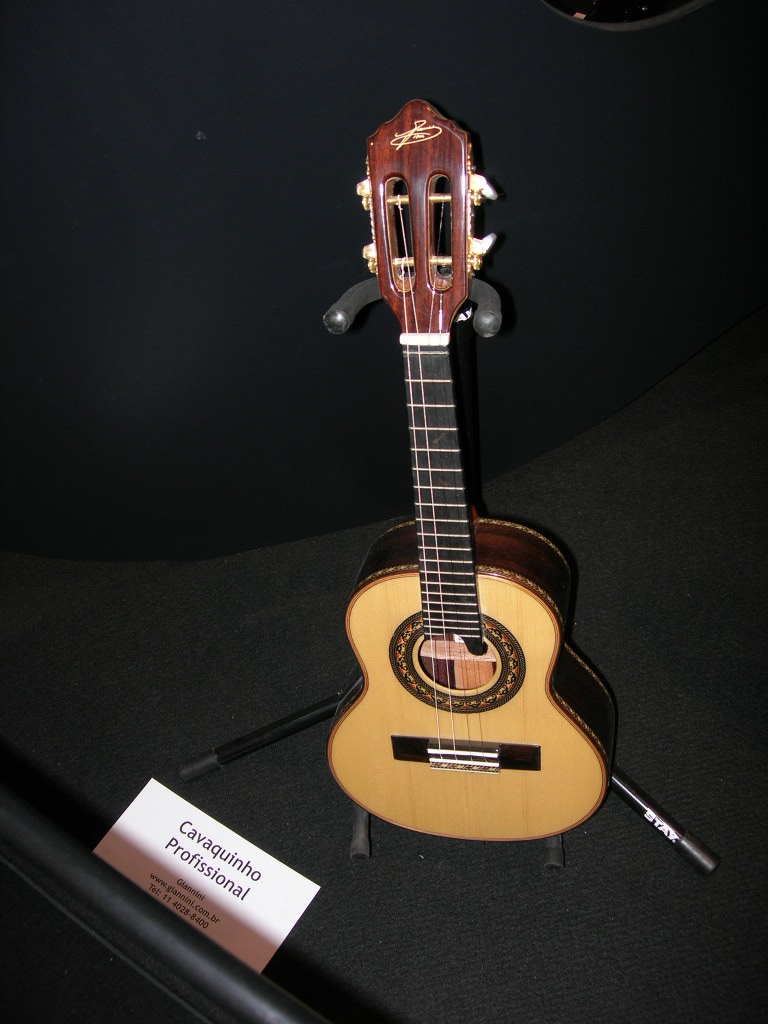
Cavaquinho em exposição.

## Músicos ligados ao choro
As biografias da maioria dos músicos mencionados abaixo podem ser consultadas em fontes de referência sobre música popular brasileira, a exemplo da Enciclopédia da música brasileira: popular, erudita e folclórica.
- Luiz Americano - Um solista de destaque, nos anos 20 e 30, foi o clarinetista e saxofonista sergipano, que em 1937 integrou o inovador Trio Carioca, ao lado do pianista e maestro Radamés Gnattali. A partir de 1930, os conjuntos regionais, formaram uma base de sustentação às nascentes estações de rádio, devido à sua versatilidade em acompanhar, com facilidade e sem muitos ensaios, os diversos estilos de música vocal que surgiram.[42]
- Severino Araújo - Um dos exemplos de união entre o choro e o jazz foi realizado por Araújo, que, em 1944, adaptou choros à linguagem das big bands. Como maestro da Orquestra Tabajara, Severino Araújo gravou vários choros de sua autoria, como "Espinha de Bacalhau". Esse exemplo foi seguido por outras orquestras ou compositores como K-Ximbinho.[43]
- Waldir Azevedo - Virtuoso do cavaquinho, compôs "Brasileirinho" em 1947, um dos maiores sucessos da história do gênero, gravado por Carmen Miranda e, mais tarde, por músicos de todo o mundo. Waldir Azevedo foi um pioneiro que retirou o cavaquinho de seu papel de mero acompanhante e o colocou em destaque como instrumento de solo, explorando de forma inédita as potencialidades do instrumento.[44]
- Jacob do Bandolim - Foi um dos grandes compositores de choro de sua geração. Muitas de suas interpretações são referência para diversos intérpretes.[45] Nos anos 50 e 60, que promovia famosas rodas de choro em sua casa. "Doce de Coco", de 1951 e "Noites Cariocas", de 1957, são parte do repertório clássico do gênero. Jacob também promoveu o resgate de compositores antigos e fundou o famoso conjunto Época de Ouro, com César Faria e Dino 7 Cordas. O Choro perdeu grande parte de sua popularidade devido ao surgimento da Bossa Nova nas décadas de 50 e 60, quando foi considerado "fora de moda". Mas o gênero manteve-se presente no ritmo de vários músicos, como Paulinho da Viola e Arthur Moreira Lima.[46]
- Garoto - Aníbal Augusto Sardinha, o Garoto, foi um dos principais expoentes do choro antes da década de 50. Compositor de melodias baseadas nos mais diversos ritmos (sambas, boleros, fox, xotes, entre outros) que ganharam letra de vários parceiros, tornando muitas dessas músicas em sucessos que marcaram diversas épocas do cenário musical nacional. Além de compositor, tocava violão, violão tenor, bandolim, cavaquinho, guitarra havaiana e banjo, entre outros, tendo por isso recebido o apelido de "o gênio das cordas".[47]
- Radamés Gnattali - Em 1956, compôs a Suíte "Retratos", homenageando quatro compositores que considerava fundamentais para a música brasileira: Chiquinha Gonzaga, Anacleto de Medeiros, Ernesto Nazareth e Pixinguinha.[34]
- Raphael Rabello - Considerado um dos maiores violonistas brasileiros,[48] atuou tanto como solista quanto acompanhador, participando de shows e gravações com artistas como Ney Matogrosso, Elizeth Cardoso, Gal Costa, Caetano Veloso, Paulinho da Viola, dentre muitos outros. Também foi o responsável por alçar o violão de sete cordas, sua especialidade, ao patamar de instrumento solista.[49]

## Filmes sobre choro
- Em 1952, a Companhia Cinematográfica Vera Cruz produziu o filme Tico-Tico no Fubá, baseado na vida de Zequinha de Abreu.
- Em 2005 foi lançado o filme documentário Brasileirinho, um tributo ao gênero choro, do cineasta e diretor finlandês Mika Kaurismäki. Alguns músicos que participaram do filme foram Yamandu Costa, Paulo Moura e Trio Madeira Brasil, dentre outros.
- Em 2011, foi lançada a série de documentários em quatro episódios Apanhei-te Cavaquinho, produzidos para o canal RTP 2 de Portugal, com autoria de Ivan Dias e Henrique Cazes. Conta a viagem do cavaquinho pelo mundo. O trabalho foi filmado no Brasil, em Portugal, Cabo Verde, Los Angeles e Havaí.[50]
- Dirigida por Luiz Guimarães de Castro, a série Roda de Choro é uma parceria das produtoras Polofilme e Viralata com o Canal Curta! Lançada em maio de 2021, a série conta a história do choro em 13 episódios, com destaque para seus instrumentos, principais artistas e grupos.